# Lefcandi

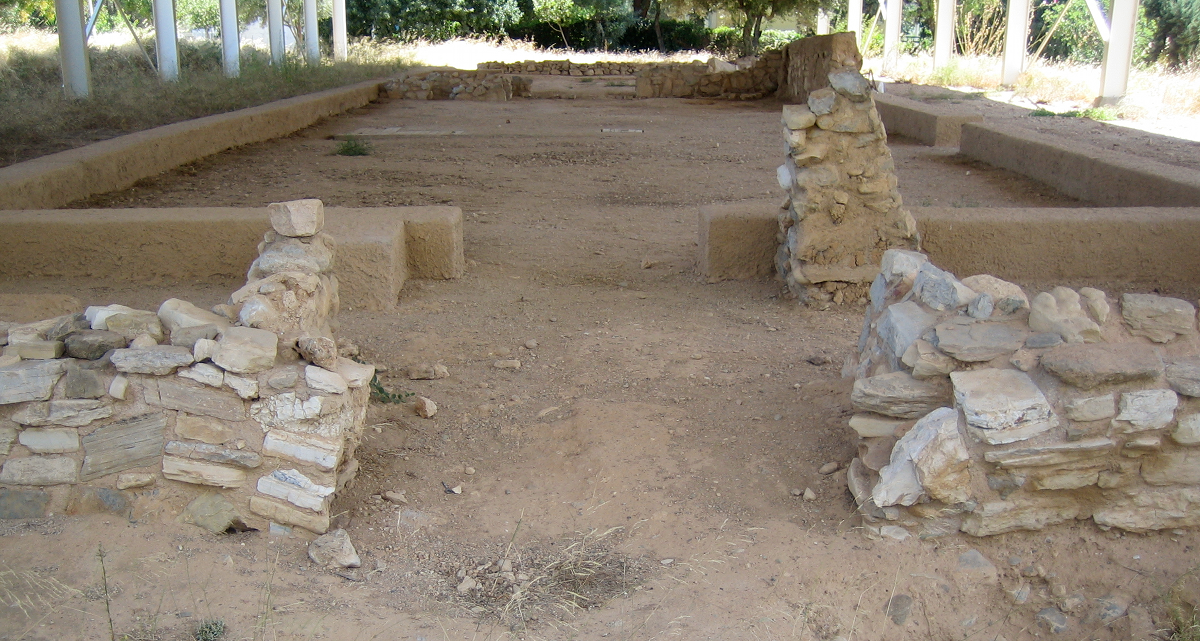
Edificação protogeométrica (século X a.C.) escavada em Lefkandi, uma vila costeira na ilha de Eubéia (Grécia). Vista a partir da porta principal

Lefkandi é um sítio arqueológico e cemitério na ilha de Eubeia, Grécia, ocupado de 1500 a 331 antes de Cristo. Acredita-se que Lefkandi é um dos locais escolhidos pela Civilização Micénica para ocupação depois do colapso da Idade do Bronze no Mediterrâneo. A ocupação é incomum porque parece ter sido feita seguindo uma certa estrutura social. 
A importância arqueológica do sítio foi revelada em 1980 quando um grande túmulo (túmulo dos heróis) foi encontrado. Acredita-se que a tumba foi construída para homenagear pessoas importantes da época. 